# Kunyaza
Kunyaza bezeichnet eine afrikanische Sexualpraktik.
Diese traditionell in Ruanda angewandte Methode bedeutet wörtlich „zum Urinieren bringen“. Erreicht werden soll damit ein weiblicher Orgasmus besonderer Qualität, der mit einer weiblichen Ejakulation verbunden ist.
Während des Vaginalverkehs wird der – durch die Penetration angefeuchtete – Penis aus der Vagina gezogen und vom Mann zwischen zwei Fingern gehalten. Nun beginnt er rhythmisch zunächst auf die kleinen Schamlippen, später auch auf den Scheidenvorhof und die Klitoris mit dem Penis zu schlagen. Die Geschwindigkeit steigert sich dabei zusehends.
In Europa bekannt wurde die Methode durch Nsekuye Bizimana, der das Buch Weiblicher Orgasmus und weibliche Ejakulation dank afrikanischer Liebeskunst geschrieben hat. 2011 erschien Kunyaza – Die afrikanische Liebeskunst von Pierre Roshan auf DVD, die inhaltlich zur Sex-Education zu zählen ist.

## Film
Pierre Roshan: Kunyaza – Afrikanische Liebeskunst. AL!VE AG, 2011, EAN 4260080321808.